# Josep de Recasens
Josep de Recasens Tuset (Tarragona, Tarragonès, 1915 - Bogotà, 1990) va ser un urbanista i antropòleg català.
Estudià arquitectura a Barcelona. També feu estudis de pintura i antropologia en aquesta ciutat i tingué contactes acadèmics amb Paul Rivet al Musée de l'Homme a París. Arran de la Guerra Civil Espanyola, el 1939 s'exilià a França i un any després marxà a Colòmbia, amb el suport del cònsol espanyol a Barranquilla. Hi obrí, amb un soci, una oficina, on preparava i produïa programes de ràdio i televisió. Es dedicà a diverses disciplines com l'antropologia, la història, la ciència i la tecnologia avançada. Fou un dels fundadors de la facultat de filosofia de la Universidad Nacional i fou catedràtic a la facultat d'arquitectura. El 1941, Rivet el convida a ser professor a l'Escola Normal Superior i a treballar en el recentment format Instituto Etnológico Nacional (IEN). El 1943, quan Rivet se'n va anar a Mèxic, li va confiar a Recasens la direcció d'aquest Institut, i la gestió dels fons que Rivet havia aconseguit del Govern provisional de la República Francesa per a les investigacions etnològiques a Colòmbia, i la publicació dels seus resultats a la revista de l'IEN. Posteriorment, fou professor a la Universidad Javeriana i, també, un dels fundadors de la facultat de comunicació de la Universidad Externado de Colombia. Feu classes, també, a les universitats dels Andes, Tadeo i Amèrica.